# Hypoestes populifolia
Hypoestes populifolia är en akantusväxtart som beskrevs av Friedrich Anton Wilhelm Miquel. Hypoestes populifolia ingår i släktet Hypoestes och familjen akantusväxter. Inga underarter finns listade i Catalogue of Life.